# Charlie Hunter (atleet)
Charlie Hunter (20 juli 1996) is een Australisch atleet, die is gespecialiseerd in de 800 m. Hij nam eenmaal deel aan de Olympische Spelen en won hierbij geen medaille.

## Biografie
In 2021 nam Hunter deel aan de uitgestelde Olympische Spelen van 2020 in Tokio. In de derde reeks van de 800 meter eindigde Hunter op de 4e plaats, maar dankzij zijn tijd van 1.45,91 kon Hunter zich toch kwalificeren voor de halve finales. In deze halve finale kon Hunter zich met een zevende plaats niet kwalificeren voor de finale van de 800 meter. 

## Persoonlijke records
Outdoor
| Onderdeel | Prestatie | Datum            | Plaats              |
| --------- | --------- | ---------------- | ------------------- |
| 800 m     | 1.44,35   | 22 juni 2021     | Vida                |
| 1500 m    | 3.34,32   | 15 juli 2022     | Los Angeles         |
| Mijl      | 4.06,5    | 16 februari 2017 | Melbourne           |
| 3000 m    | 8.07,65   | 11 november 2017 | Sydney              |
| 5000 m    | 13.57,90  | 4 december 2020  | San Juan Capistrano |

Indoor
| Onderdeel | Prestatie                         | Datum            | Plaats       |
| --------- | --------------------------------- | ---------------- | ------------ |
| 800 m     | 1.45,59 (Oceanisch rec, nat. rec) | 13 februari 2021 | Fayetteville |
| 1500 m    | 3.40,07                           | 27 februari 2022 | Boston       |
| Mijl      | 3.53,49                           | 12 februari 2021 | Fayetteville |
| 3000 m    | 7.59,88                           | 26 januari 2019  | Fayetteville |

## Belangrijkste resultaten

### 800 m
Kampioenschappen
- 2021: 7e in ½ fin. OS - 1.46,73
- 2022: 5e in series Gemenebestspelen - 1.49,94
- 2022: 5e in series WK Indoor - 1.49,07